# 歐文代爾 (密歇根州)
歐文代爾（英語：Owendale）是位於美國密歇根州休倫縣布魯克菲爾德鎮區的一個村。

## 人口
根據2020年美國人口普查的數據，歐文代爾的面積為1.93平方千米，當中陸地面積為1.93平方千米，而水域面積為0.00平方千米。當地共有人口275人，而人口密度為每平方千米142人。